# Abū Dschaʿfar at-Tūsī
Abū Dschaʿfar Muhammad ibn al-Hasan at-Tūsī (arabisch أبو جعفر محمد بن الحسن الطوسي, DMG Abū Ǧaʿfar Muḥammad b. al-Ḥasan aṭ-Ṭūsī; geb. 995 in Tūs; gest. 1066/1067 in Nadschaf, Irak), auch bekannt als Schaich Tūsī, asch-Schaich sowie aufgrund seiner Bedeutung für die Zwölfer-Schīʿa Schaich Tāʾifa [al-Imāmīya] war ein zwölferschiitischer Gelehrter, Sammler von Überlieferungen, Jurist und Theologe. Er war ein Schüler von Schaich Mufīd.

## Leben
Abū Dschaʿfar at-Tūsī wurde 995 in der iranischen Stadt Tūs geboren. 1017 verließ Muhammad at-Tūsī seine Heimat Chorasan, das zu dieser Zeit von dem Ghaznawiden Mahmud von Ghaznī beherrscht wurde, in Richtung Bagdad, welches unter der Herrschaft der schiitischen Buyiden stand. Dort ließ er sich im schiitischen Stadtteil Karch nieder und studierte bei wichtigen schiitischen Gelehrten seiner Zeit wie Schaich al-Mufīd und asch-Scharīf al-Murtadā. Asch-Scharīf al-Murtadā hatte Schaich al-Mufīd nach dessen Tod als höchster schiitischer Gelehrter in Bagdad beerbt, bevor Abū Dschaʿfar at-Tūsī wiederum 1044 asch-Scharīf al-Murtadā folgte.
In Bagdad hatte Abū Dschaʿfar at-Tūsī Zugriff auf riesige Bibliotheksbestände, sein eigenes Haus entwickelte sich im Laufe der Zeit zum Zentrum der schiitischen Gelehrsamkeit. So sind Berichten zufolge iele Gelehrte und Schüler aus allen Regionen zu ihm geströmt. 300 schiitische Mudschtahidūn und unzählbare Gelehrte sind demnach seine Schüler gewesen. Der abbasidische Kalif al-Qāʾim bi-amri 'llāh (1031–1075) war es, der ihn schließlich zum höchsten Theologen am Hofe in Bagdad ernannte.
1056 eroberte der Seldschuke Tughrul Beg Bagdad. Im Zuge der Eroberung wurden viele schiitische Viertel, insbesondere Karch und Bāb at-Tāq, durch Hanbaliten verwüstet. Muhammad at-Tūsī war deshalb gezwungen, nach Nadschaf zu fliehen, wo er einen kleinen Kreis seiner Studenten weiterhin unterrichtete. Seinen Ruhm als „Imām seiner Zeit“ (imām ʿaṣri-hi) büßte er dadurch jedoch nicht ein. Im Gegenteil, durch seinen Zuzug wurde Nadschaf das Zentrum der 12er-Schiiten. 1066/7 starb at-Tūsī schließlich in Nadschaf.

## Lehre
Hauptanliegen seiner Lehre war die Modifikation der radikal rationalistischen und pragmatischen Position des zwölfer-schiitischen Gelehrten asch-Scharīf al-Murtadā, seines Vorgängers als Anführer der Bagdader Schiiten.

### Hadith
Abū Dschaʿfar at-Tūsī setzte somit neue Maßstäbe in Sachen Hadith-Wissenschaften. So schrieb er, dass solche Hadithe anerkannt sein sollen, die auch nur über einen Überlieferer (ḫabar al-wāḥid) verbürgt sind, sofern der Hadīth in einer seriöse Quelle übermittelt wird. Hadīthe von Überlieferern, die „ketzerischen“ Doktrinen anhängen (also beispielsweise Sunniten), sollen bedingt gültig sein.

### Politik
In der Abwesenheit Muhammad al-Mahdīs müssen Schiiten nach Abū Dschaʿfar at-Tūsī keiner Regierung Gehorsam zollen. Indirekt sprach er damit die ʿAbbasiden und die Buyiden an. Denn einerseits ist für ihn die Zusammenarbeit mit einer unrechtmäßigen Regierung in gewissen Situationen erstrebenswert (ʿAbbasiden), andererseits gelte die Zusammenarbeit mit einer Regierung, die sich in die Tradition des verborgenen Imāms stellt, lediglich als verdienstvoll.

### Recht
In Ausnahmefällen haben laut Abū Dschaʿfar at-Tūsī die schiitischen Gelehrten das Recht, die Vorrechte der Imāme für sich zu beanspruchen. Genannt wird dies „generelle Repräsentation“ (an-niyāba al-ʿāmma). Abū Dschaʿfar at-Tūsī hat so einen Rahmen erstellt, innerhalb dessen sich schiitisches Gesetz unabhängig von den Imāmen der jeweiligen Situation anpassen lässt. Er gilt deshalb als Begründer der rationalistischen schiitischen Strömung, der Usūlīya.

## Werke
- Er ist der Autor von zwei der Vier Bücher (kutub al-arbaʿa) von Überlieferungen der Zwölferschiiten:
  - „Die Revision der Entscheidungen“ (تهذيب الأحكام, DMG Taḥḏīb al-ʾaḥkām), Digitalisat. Auf dieses Buch wird in der zwölferschiitischen Literatur häufig auch mit dem Titel aṣ-Ṣaḥīḥ verwiesen.[4]
  - „Die Betrachtung der umstrittenen Überlieferungen“ (arabisch الاستبصار فيما اختلف فيه من الأخبار, DMG al-Istibṣār fīmā ḫtulifa fihi min al-aḫbār), Teil 1, Teil 2, Teil 3 und Teil 4.
- Sein Korankommentar „Die Erklärung in der Koranexegese“ (التبيان في تفسير القرآن, DMG At-Tibiyān fī Tafsīr al-Qurʾān, Digitalisat) gilt als der erste komplette Korankommentar der Zwölfer-Schīʿa. Abū Dschaʿfar at-Tūsī hat ihn während seiner Zeit im buyidischen Bagdad verfasst. Das Buch spiegelt die Zeit wider, in welcher es verfasst wurde.[5] Im Werk nennt Abū Dschaʿfar at-Tūsī zuerst stets die ihm bekannten Lesarten eines Verses, bevor er die Bedeutung von Wörtern und Ausdrücken sowie die Syntax analysiert. Abschließend nenn Abū Dschaʿfar at-Tūsī die Asbāb an-Nuzūl, wo es sie gibt. Aufgrund dieses Vorgehens und seines Umfangs sieht die Islamwissenschaftlerin Jane Dammen McAuliffe den Tafsīr Abū Dschaʿfar at-Tūsīs als schiitisches Gegenstück zu at-Tabarīs Korankommentar.[6]
- „Register der schiitischen Bücher“ (فهرست كتب الشيعة, DMG Fihrist Kutub aš-Šīʿa). Digitalisat.
- „Buch der Verborgenheit“ (كتاب الغيبة, DMG Kitāb al-Ġaiba), sein Werk über die Verborgenheit des zwölften Imāms Muhammad al-Mahdī. Digitalisat
- „Die Wirtschaft, die sich eng an den Glauben hält“ (الاقتصاد فيما يتعلق بالاعتقاد, DMG Al-Iqtiṣād fīmā yataʿallaq bi-l-Iʿtiqād). Digitalisat
- „Das Werkzeug im Usūl al-Fiqh“ (العدة في اصول الفقه, DMG Al-ʿUddat fī Uṣūl al-Fiqh). Teil 1 und Teil 2.

## Belege
1. 1 2 3 4 5 6 7 8 9  Amir-Moezzi: al-Ṭūsī in Encyclopaedia of Islam 2, Online.
2. ↑  Al-Imām al-Muḥaqqiq aš-Šaiḫ Āġā Bozorg at-Tehrānī: Ḥayāt aš-Šaiḫ Ṭūsī. In Šaiḫ aṭ-Ṭāʾifa Abī Ǧaʿfar Muḥammad ibn al-Ḥasan aṭ-Ṭūsī: At-Tibiyān fī Tafsīr al-Qurʾān. Dār Iḥiyāʾ at-Turāṯ al-ʿArabī, Beirut. S. dāl. Digitalisat
3. ↑  Al-Imām al-Muḥaqqiq aš-Šaiḫ Āġā Bozorg at-Tehrānī: Ḥayāt aš-Šaiḫ Ṭūsī. In Šaiḫ aṭ-Ṭāʾifa Abī Ǧaʿfar Muḥammad ibn al-Ḥasan aṭ-Ṭūsī: At-Tibiyān fī Tafsīr al-Qurʾān. Dār Iḥiyāʾ at-Turāṯ al-ʿArabī, Beirut. S. dāl-wāw. Digitalisat
4. ↑  al-Ḥillī: Muntahā al-maṭlab fī taḥqīq al-maḏhab. Bd. I, S. 9. Digitalisat
5. ↑  Karīmī Niyā: Tafsīr-e Ṭūsī - Šaiḫ Ṭūsī wa-Manāyeʿ-e Tafsīrīye Wey dar at-Tibyān. S. 24. Digitalisat
6. ↑  McAuliffe, Jane Dammen: Qurʾānic Christians - An Analysis of Classical and Modern Exegesis. Cambridge [u. a.], Cambridge University Press 1991. S. 48–49.